# Walther PP
Walther PP là một loại súng ngắn bán tự động nổi tiếng, là một khẩu súng lục lừng danh thế giới, được thiết kế bởi nhà máy Walther của Cộng hòa Weimar và nước Đức. Nó được bắt đầu thiết kế vào năm 1929 và được trang bị cho quân đội Đức Quốc xã vào năm 1935. Không chỉ Walther PP mà biến thể Walther PPK của nó càng nổi tiếng hơn nó nhiều.
Súng Walther PP và PPK có thể gắn giảm thanh, rất thích hợp cho các lực lượng kháng chiến toàn châu Âu trong thời thế chiến hai. Điều thú vị khác là Walther PPK chính là khẩu súng thông dụng của chàng điệp viên 007 - James Bond, một nhân vật điện ảnh được hàng triệu người biết đến.
Walther PP cùng PPK được các sĩ quan, tướng lĩnh lẫn cả binh lính Đức dùng rất nhiều trong thế chiến hai, nó không được quân Đồng minh xem là quý giá bằng khẩu súng lục Luger P08. Khẩu Walther PPK còn chính là vũ khí thông dụng của những thành viên trong hội kín Valkyrie chống Adolf Hitler của đại tá Claus von Stauffenberg, tham mưu trưởng của Lực lượng dự bị Đức Quốc xã năm 1944.
Trước kia thì súng này được nhà máy Walther sản xuất ở Đức, còn hiện nay ở bên Mỹ nó được nhà máy Smith & Wesson sản xuất, còn bên Pháp là nhà máy Manurhin. Súng có thể bắn từ 120 đến 140 viên trong một phút, sử dụng năm loại đạn khác nhau là .32 ACP, .380 ACP, .22 Long Rifle, .25 ACP và 9x18mm Ultra, có giả thuyết còn cho rằng nó cũng có thể dùng đạn 9x19mm Parabellum nhưng chưa có bằng chứng nào chứng minh điều đó. Súng này có rất nhiều sơ tốc khác nhau nhưng cũng phải tùy theo loại đạn và biến thể.

## Các quốc gia sử dụng
- Đức
- Cộng hòa Weimar
- Đức Quốc xã
- Đế chế Đức
- Tây Đức
- Đông Đức
- Việt Nam
- Hoa Kỳ
- Pháp
- Thụy Sĩ
- Thụy Điển
- Đan Mạch
- Na Uy
- Anh Quốc
- Bangladesh
- Chad
- Congo
- Israel
- Hungary
- Madagascar
- Mali
- Senegal
- Bồ Đào Nha
- Mauritius
- Romania
- Pakistan
- Togo
- Indonesia
- Thổ Nhĩ Kỳ
- Niger
- Nepal
- Guyana
- Burkina Faso
- Úc
- Trung Quốc
- Liên Xô
- Brasil
- Argentina
- Bỉ
- Tiệp Khắc
- Venezuela
- Nhật Bản
- Hàn Quốc
- Canada
- Chile